# 사우바도르
사우바도르(브라질 포르투갈어: Salvador)는 브라질 동북부 바이아주의 주도이다. 정식 명칭은 상사우바도르다바이아지토두스우스상투스(브라질 포르투갈어: São Salvador da Baía de Todos os Santos) 이고, 다른 지역의 같은 지명과 구분하기 위해 사우바도르다바이아(브라질 포르투갈어: Salvador da Bahia)라고도 한다. 면적은 313 km2이고 인구는 2006년 기준으로 약 271만명이다. 상파울루와 리우데자네이루 다음가는 브라질 제3의 대도시로, 대서양에 접하는 항구 도시이다.

## 자연
사우바도르는 토두스우스상투스 만(모든 성인의 만(灣)이라는 뜻)과 대서양 사이의 반도의 끝에 위치하고 있다. 반도는 구릉으로 이루어져 있어, 시가지는 저지대와 고지대로 뚜렷하게 구분되어 있다. 기후는 전형적인 열대기후로, 그 중에서도 열대우림기후지대에 속하나, 대서양에서 불어오는 바람 때문에 비교적 견디기 쉽다. 평균기온은 하절기인 1~3월에 26 °C 내외, 동절기인 6~8월에 23°C 내외이며, 연강수량은 2,000mm 내외이다.

### 기후
| 사우바도르의 기후                                                        | 사우바도르의 기후 | 사우바도르의 기후 | 사우바도르의 기후 | 사우바도르의 기후 | 사우바도르의 기후 | 사우바도르의 기후 | 사우바도르의 기후 | 사우바도르의 기후 | 사우바도르의 기후 | 사우바도르의 기후 | 사우바도르의 기후 | 사우바도르의 기후 | 사우바도르의 기후 |
| 월                                                                       | 1월               | 2월               | 3월               | 4월               | 5월               | 6월               | 7월               | 8월               | 9월               | 10월              | 11월              | 12월              | 연간              |
| ------------------------------------------------------------------------ | ----------------- | ----------------- | ----------------- | ----------------- | ----------------- | ----------------- | ----------------- | ----------------- | ----------------- | ----------------- | ----------------- | ----------------- | ----------------- |
| 역대 최고 기온 °C (°F)                                                   | 34.3 (93.7)       | 34.7 (94.5)       | 37.0 (98.6)       | 34.5 (94.1)       | 31.6 (88.9)       | 30.6 (87.1)       | 30.7 (87.3)       | 31.3 (88.3)       | 30.7 (87.3)       | 33.5 (92.3)       | 33.5 (92.3)       | 34.3 (93.7)       | 37 (99)           |
| 일평균 최고 기온 °C (°F)                                                 | 31.0 (87.8)       | 31.1 (88.0)       | 30.9 (87.6)       | 29.6 (85.3)       | 28.1 (82.6)       | 27.1 (80.8)       | 26.6 (79.9)       | 26.7 (80.1)       | 27.7 (81.9)       | 29.1 (84.4)       | 29.8 (85.6)       | 30.6 (87.1)       | 29.0 (84.2)       |
| 일일 평균 기온 °C (°F)                                                   | 26.9 (80.4)       | 27.1 (80.8)       | 27.1 (80.8)       | 26.4 (79.5)       | 25.3 (77.5)       | 24.3 (75.7)       | 23.7 (74.7)       | 23.6 (74.5)       | 24.3 (75.7)       | 25.4 (77.7)       | 26.1 (79.0)       | 26.6 (79.9)       | 25.6 (78.1)       |
| 일평균 최저 기온 °C (°F)                                                 | 23.8 (74.8)       | 24.0 (75.2)       | 24.1 (75.4)       | 23.6 (74.5)       | 22.8 (73.0)       | 21.9 (71.4)       | 21.1 (70.0)       | 21.0 (69.8)       | 21.5 (70.7)       | 22.5 (72.5)       | 23.1 (73.6)       | 23.5 (74.3)       | 22.7 (72.9)       |
| 역대 최저 기온 °C (°F)                                                   | 19.8 (67.6)       | 19.5 (67.1)       | 18.7 (65.7)       | 18.7 (65.7)       | 18.0 (64.4)       | 18.2 (64.8)       | 17.5 (63.5)       | 17.7 (63.9)       | 17.6 (63.7)       | 18.3 (64.9)       | 18.9 (66.0)       | 19.8 (67.6)       | 17.5 (63.5)       |
| 평균 강수량 mm (인치)                                                    | 76.9 (3.03)       | 98.7 (3.89)       | 147.3 (5.80)      | 284.9 (11.22)     | 302.2 (11.90)     | 237.6 (9.35)      | 194.1 (7.64)      | 129.7 (5.11)      | 99.3 (3.91)       | 91.0 (3.58)       | 108.2 (4.26)      | 63.4 (2.50)       | 1,833.3 (72.18)   |
| 평균 강수일수 (≥ 1.0 mm)                                                 | 9                 | 9                 | 11                | 16                | 18                | 19                | 18                | 16                | 11                | 8                 | 8                 | 7                 | 150               |
| 평균 상대 습도 (%)                                                       | 78.7              | 79.4              | 80.6              | 83.3              | 85.1              | 84.9              | 83.4              | 82.1              | 81.2              | 80.0              | 80.4              | 79.3              | 81.5              |
| 평균 월간 일조시간                                                       | 234.8             | 208.2             | 225.5             | 185.4             | 156.7             | 144.6             | 169.6             | 190.4             | 205.3             | 226.6             | 202.9             | 222.8             | 2,372.8           |
| 출처 1: 브라질 국립기상연구소 (평년값: 1991년~2020년, 극값: 1911년~현재) |                   |                   |                   |                   |                   |                   |                   |                   |                   |                   |                   |                   |                   |
| 출처 2: Meteo Climat (극값 일부)                                         |                   |                   |                   |                   |                   |                   |                   |                   |                   |                   |                   |                   |                   |

## 역사

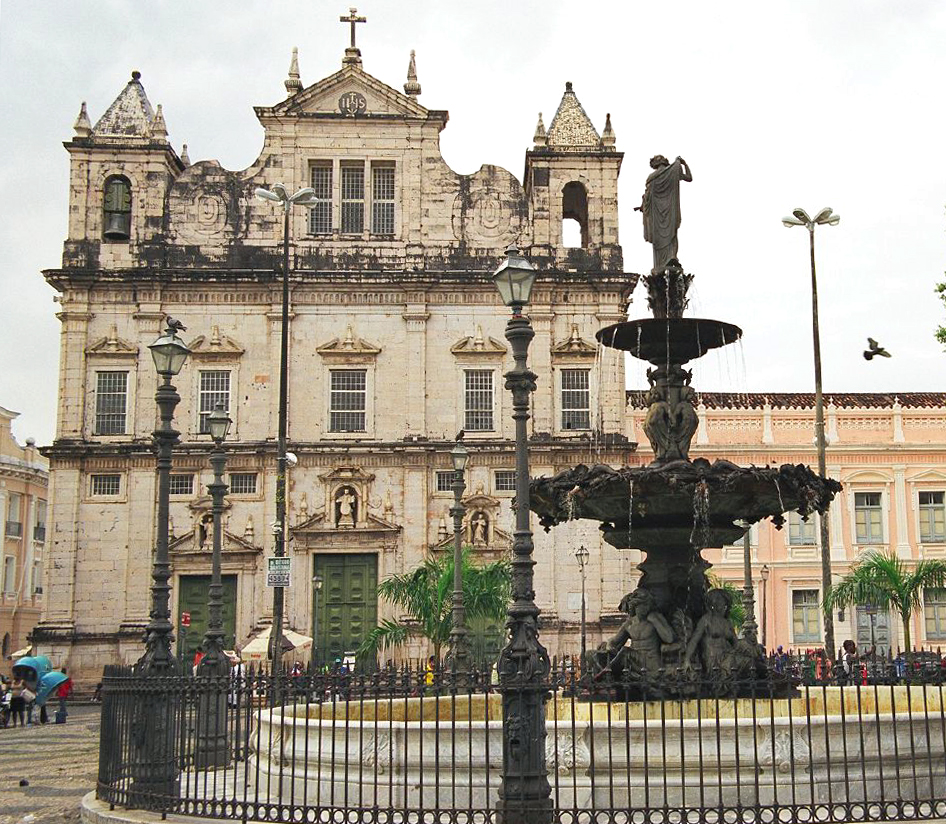
17세기에 세워진 대성당

사우바도르는 브라질에서 가장 오래된 도시 중 하나로, 1501년 모든 성인의 날에 포르투갈인들이 들어왔다. 이어 1549년 포르투갈 식민지의 첫 번째 수도로 건설되었다. 천연의 양항(良港)이므로 여러 세력들의 약탈대상이 되어 1642년에는 네덜란드 군대에 잠시 점령당하기도 하였다. 그러나 포르투갈은 이를 잘 지켜내었고, 포르투갈 식민지의 중심지로서 사탕수수 수출과 아프리카 노예 무역으로 크게 번창하였다. 그러나 브라질 남부에서 금이 발견되는 등 광업이 발전하고, 커피재배가 성행하는 등 경제의 중심이 남부로 이동하게 되고, 1763년 식민지의 수도도 리우데자네이루로 옮겨가게 되고, 사탕수수 재배는 카리브해 일대로 그 중심이 이전해 갔고, 노예무역도 금지되면서 크게 쇠퇴하기 시작하였다. 그러나 20세기에 들어와서 브라질 동북부의 중심지로서 번영을 되찾게 되었다.

## 경제
최근 공업이 크게 발전하게 되었다. 부근에는 포드의 큰 공장이 있어 자동차 공업이 발달했으며, 섬유·식품·기계·시멘트 등의 공업도 성하다. 또한 부근에는 유전이 있으며, 정유업도 중요하다. 전통 있는 항구도시로 브라질 동북부 최대의 항만시설을 보유하고 있으며, 무역액 역시 브라질 북부에서는 가장 많다. 독특한 문화유산과 아름다운 해변을 찾는 관광객이 많아 관광업도 중요한 산업 중 하나이다.

## 사회·문화

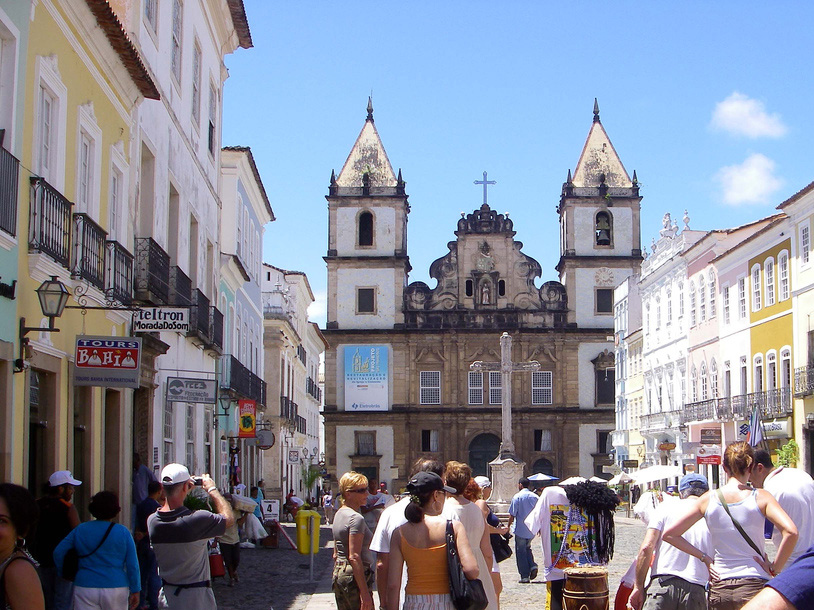
상프란시스쿠성당과 광장

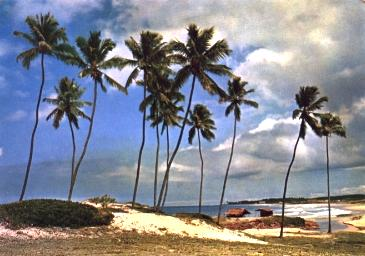
이타푸아 해변

포르투갈의 노예무역으로 인해 사우바도르에는 아프리카에서 납치되어 온 흑인들이 끌려왔다. 오늘날 사우바도르는 브라질의 흑인 문화의 중심지로 독특한 문화로 유명하다. 가톨릭 세력이 강하지만, 아프리카의 토착종교와 융합되어 칸돔블레라는 독특한 종교예식을 행하는 사람들이 많다. 250년 가까이 식민지의 수도로서 발전한 구시가지는 17세기의 대성당을 비롯한 아름다운 포르투갈 양식의 건물이 많아서 유네스코 세계문화유산으로 등록되어 있다. 시가지는 구릉지로 이루어져 있어, 고지대와 저지대로 구분되며, 두 지역은 케이블카로 연결된다. 이와는 별도로 지하철도 개통될 예정이다. 옛건물이 많은 구시가지와는 달리 신시가지에는 브라질 북부의 경제와 문화의 중심지로서 고층건물이 들어서 있다. 대학은 바이아연방대학교, 사우바도르가톨릭대학교 등이 있다. 브라질 북부의 문화중심지로 여러 박물관과 미술관이 있다. 2월이나 3월에는 히우지자네이루에 버금가는 규모로 사육제가 열려 많은 관광객이 모여든다.

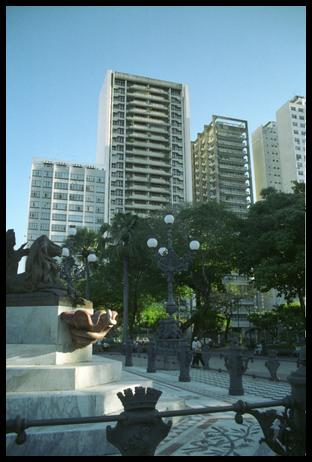
중심가

## 자매 도시
- 미국 로스앤젤레스 (1962)
- 포르투갈 앙그라두에로이즈무 (1985)
- 포르투갈 카스카이스 (1985)
- 포르투갈 리스본 (1985)
- 베냉 코토누 (1987)
- 스페인 폰테베드라 (1992)
- 쿠바 아바나 (1993)
- 이탈리아 시아카 (2001)
- 중국 하얼빈시 (2003)